# Neochernes melloleitaoi
Neochernes melloleitaoi är en spindeldjursart som beskrevs av Renato Neves Feio 1945. Neochernes melloleitaoi ingår i släktet Neochernes och familjen blindklokrypare. Inga underarter finns listade i Catalogue of Life.